# Aristolochia bridgesii
Aristolochia bridgesii (Klotzsch) Duch., conosciuta anche come oreja de zorro, è una specie botanica spermatofita appartenente alla famiglia delle Aristolochiacee, endemica del Cile.
In spagnolo è conosciuta anche come orejas de zorro, che significa "orecchie di volpe".

## Descrizione
È una pianta erbacea che presenta foglie con forma di rene, dal bordo liscio, dalla tonalità verde scura con macchie chiare che seguono il verso della sua nervatura.

## Tassonomia
Aristolochia bridgesii è stata descritta da Johann Klotzsch come Howardia bridgesii in Prodromus Systematis Naturalis Regni Vegetabilis (1864).